# Rubus hirsutior
Rubus hirsutior är en rosväxtart som beskrevs av Jost Fitschen och Heinrich E. Weber. Rubus hirsutior ingår i släktet rubusar, och familjen rosväxter. Inga underarter finns listade i Catalogue of Life.